# Spécialités T.A.
Spécialités T.A. est un équipementier français de l'industrie du cycle installé à Sissonne (Aisne), fabriquant principalement des plateaux et des pédaliers en aluminium. Longtemps, son pédalier inspiré du Stronglight 49D fut la référence des pédaliers triples.

## Histoire
Georges Navet, ébéniste de formation, est membre de l’Audax Club parisien depuis le début des années 1940, date à laquelle il participe à des brevets cyclotouristes et à des épreuves sportives (Grand Prix de Vitesse). Il devient, en 1942-1943, comme ajusteur-monteur, l’un des premiers employés de l’atelier de René Herse, fabricant de vélos d'exception qui fabrique notamment ses propres pédaliers et pédales.
En 1947, il crée à Clamart (Hauts-de-Seine), avec son frère Louis, la société Spécialités T.A. pour développer un vélo à pédalier fixé sur la roue avant. Un brevet est déposé mais ne sera jamais développé. De ce projet, subsiste donc uniquement le « T. A. » (pour « Traction Avant ») du nom de la société.
T.A. commence par produire des plateaux aluminium destinés à être montés sur les pédaliers Stronglight 49D, et qui assurent l’essor et la renommée de l’entreprise.
En complément de ses plateaux, TA produit au début des années 1950 ses propres pédaliers et manivelles en aluminium et dont l'écartement (Q Facteur) étroit digne des pédaliers acier est particulièrement apprécié par les cyclistes. Pendant des années, et notamment auprès des cyclotouristes, le succès ne se démentira pas. La production de ces pédaliers (en fait des quasi-manivelles sur lesquelles le plateau à six branches vient se fixer avec cinq vis) cessera en 2007. Une série limitée à 200 exemplaire est toutefois rééditée en 2017, à l'occasion du 70e anniversaire de la marque.
La société développe par la suite une petite gamme de composants pour le cycle: en 1952, sur la base d'un brevet déposé en 1943, les frères Navet commercialisent des pédales à roulement à aiguille. Spécialités TA produit aussi à cette époque le premier porte-bidon de série destiné à être fixé sur écrous brasés au cadre (système développé par l’artisan René Herse et dont TA reprendra l’entraxe qui demeure, aujourd’hui encore, le standard international pour le montage des porte-bidon sur cadre).
Suivront au fil des ans d'autres composants pour le cycle: boîtiers de pédaliers, cale de chaussures, sacoches de vélo, cassettes...
À partir des années 1960, Spécialités T.A. délocalise progressivement sa production à Trucy (Aisne) qu’elle quittera en janvier 2010 pour s’implanter à 30 km de là, à Sissonne. 
Dans les années 1960-1970, la société fournit certains composants pour René Herse: usinage des manivelles, ébauches de plateaux de pédaliers, évidement des potences Herse. 
Dans les années 1980, TA développe la plasturgie pour se diversifier, grâce notamment au brevet de l’obturateur du bouchon de bidon. Les bidons finiront par représenter 20 % du chiffre d'affaires.
Au cours des années 2000, la production de plateaux demeure l’activité principale de l’entreprise avec 200 000 unités par an, dont 60 % est destiné à l’exportation. 550 références de plateaux sont disponibles avec en outre la possibilité de réalisations sur-mesure.

## Production
Spécialités T.A. produit:
- Plateaux
- Pédaliers
- Boîtiers de pédalier
- Cassettes
- Porte-bidon
- Bidons
- Sacoche de guidon

### Source
- (fr) historique de spécialités T.A.